# Nikolaos Trikoupis
Nikolaos Trikoupis, (græsk: Νικόλαος Τρικούπης; født 1869, død 1956) var en græsk sportsskytte, som deltog i de første moderne olympiske lege 1896 i Athen.
Trikoupis deltog ved OL 1896 i to discipliner i skydning. I 200 meter militærriffel blev han nummer tre med 1.713 point, efter at have ramt sit mål 34 gange ud af 40 mulige, mens Pantelis Karasevdas vandt konkurrencen med 2.350 point og Pavlos Pavlidis blev nummer to med 1,978 point. De fem øverstplacerede i konkurrencen var grækere. Ved legene deltog han også i fri riffel, tre positioner, hvor hans placering ikke kendes, men han kom ikke blandt de fem bedste.